# بمب‌گذاری انتحاری مدینه ۲۰۱۶
در ۴ ژوئیه ۲۰۱۶ همزمان با ۱۴ تیرماه ۱۳۹۵ خورشیدی، مهاجمان انتحاری بمبی را در نزدیکی مقر نیروهای امنیتی مسجد النبی در شهر مدینه در عربستان سعودی منفجر کرده‌اند در جریان این انفجار سه مهاجم و دو مأمور امنیتی کشته شده‌اند. این انفجارها در آخرین روزهای ماه رمضان و در آستانه عید فطر اتفاق افتاده است. تقریباً همزمان با وقوع دو انفجار در قطیف این انفجار در مدینه رخ داده است.